# Got Love
Got Love (zapis stylizowany: GOT♡) – drugi minialbum południowokoreańskiej grupy Got7, wydany 23 czerwca 2014 roku przez JYP Entertainment i dystrybuowany przez KT Music. Płytę promował główny singel „A”. Sprzedał się w nakładzie 67 310 egzemplarzy w Korei Południowej (stan na wrzesień 2016).

## Lista utworów
| CD | CD                                        | CD                                       | CD                                                                | CD                                                  | CD      |
| Nr | Tytuł utworu                              | Tekst                                    | Kompozycja                                                        | Aranżacja                                           | Długość |
| -- | ----------------------------------------- | ---------------------------------------- | ----------------------------------------------------------------- | --------------------------------------------------- | ------- |
| 1. | „U Got Me”                                | Noday, Chole                             | Noday, Chole                                                      | Noday, Chole                                        | 3:47    |
| 2. | „A”                                       | J.Y. Park "The Asiansoul"                | J.Y. Park "The Asiansoul"                                         | Noday                                               | 3:02    |
| 3. | „Bad Behavior” (kor. 나쁜 짓 Nappeun Jit) | JB                                       | J.Y. Park "The Asiansoul"                                         | Alex G, Erika Nuri, Andy Love                       | 3:09    |
| 4. | „Good Tonight”                            | Lee Woo-min "collapsedone", Crizzy & Guy | Lee Woo-min "collapsedone", Fredrik "Fredro" Ödesjö, Crizzy & Guy | Lee Woo-min "collapsedone", Fredrik "Fredro" Ödesjö | 3:24    |
| 5. | „Forever Young”                           | Noday, Chloe                             | Noday, Chloe, Philip                                              | Noday, Chloe                                        | 3:44    |
| 6. | „A ("collapsedone" Remix)”                | J.Y. Park "The Asiansoul"                | J.Y. Park "The Asiansoul"                                         | Lee Woo-min "collapsedone"                          | 2:59    |
| 7. | „A (TOYO Remix)”                          | J.Y. Park "The Asiansoul"                | J.Y. Park "The Asiansoul"                                         | Toyo Lee of Like Likes                              | 3:10    |
| 8. | „A (FRANTS Remix)”                        | J.Y. Park "The Asiansoul"                | J.Y. Park "The Asiansoul"                                         | Choi Seok (Frants)                                  | 4:39    |

## Notowania
| Lista                    | Pozycja |
| ------------------------ | ------- |
| Gaon Weekly Album Chart  | 1       |
| Gaon Monthly Album Chart | 3       |
| Gaon Yearly Album Chart  | 37      |
| Billboard World Albums   | 6       |
| Five Music (Tajwan)      | 2       |